# You're Not Sorry
"You're Not Sorry" je country-pop pesem, ki jo je izvedla ameriška pevka in tekstopiska Taylor Swift. Pesem je napisala samo Taylor Swift, producirala pa sta jo ona in Nathan Chapman. Pesem je 28. oktobra 2008 izdala založba Big Machine Records kot promocijski singl iz drugega glasbenega albuma Taylor Swift, Fearless. Remix za televizijsko serijo Na kraju zločina je izšel kasneje. Pesem "You're Not Sorry", ki jo je napisala samo Taylor Swift, je navdihnil bivši fant Taylor Swift, za katerega se je izkazalo, da ni to, kar je mislila, da je. Pesem je balada z vplivom country in rock glasbe.
Glasbeni kritiki so pesmi "You're Not Sorry" dodelili povprečne do pozitivne ocene. V Severni Ameriki je pesem prejela velik komercialni uspeh. Pristala je na enajstem mestu glasbene lestvice Canadian Hot 100. V Združenih državah Amerike je pesem "You're Not Sorry" pristala na enajstem mestu lestvice Billboard Hot 100 in prejela zlato certifikacijo s strani organizacije Recording Industry Association of America (RIAA). Taylor Swift je s pesmijo nastopila na mnogih prireditvah, tudi na svoji prvi turneji, ki je trajala med leti 2009 in 2010, Fearless Tour. Med nastopom je Taylor Swift pesem "You're Not Sorry" kombinirala s pesmijo "What Goes Around.../...Comes Around" Justina Timberlakea.

## Ozadje
Pesem "You're Not Sorry" je napisala Taylor Swift, producirala pa sta jo ona in Nathan Chapman. Navdihnil jo je bivši fant Taylor Swift, za katerega se je kasneje izkazalo, da ni tisto, kar je najprej mislila, da je. Taylor Swift je fanta v pesmi najprej označila z besedami: "Nanj sem naletela kot na sanjskega princa" ("He came across as prince charming"). Ko se je njuno razmerje nadaljevalo, se Taylor Swift seznani z vsemi njegovimi skrivnostmi, ki se jih prej ni zavedala. Kasneje je Taylor Swift povedala: "In eno za drugim sem jih ugotovila. Ugotovila sem, kdo zares je." Pesem "You're Not Sorry" je napisala v čustvenem stanju, ki ga je opisala kot "točko, kjer sem se zlomila". Na tej točki je sama sebi govorila: "'Veš kaj? Niti v sanjah ne pomisli, da mi boš še naprej lahko zadajal take rane!'" Zaradi okoliščin je Taylor Swift dosegla točko, kjer je morala oditi stran. Pesem "You're Not Sorry" je izšla kot promocijski singl z albuma Fearless 28. oktobra 2008 kot del odštevanja do izida albuma Fearless, ekskluzivne kampanje trgovine iTunes Store. Pesem je 5. marca 2009 izšla tudi kot remix, ki je bil kasneje predvajan v televizijski seriji Na kraju zločina.

## Sestava
Pesem "You're Not Sorry" je country-pop pesem, ki traja štiri minute in enaindvajset sekund. Todd Martens iz revije The Los Angeles Times je menil, da pesem bolj balada stare šole kot pa country pesem. Jordan Levin iz revije The Miami Herald se je strinjal in napisal, da je pesem v slogu "uporniškega rocka". Pesem je napisana v e-molu, vokali Taylor Swift pa se raztezajo čez dve oktavi, od G♭3 do C♭5. Glasbene nastavitve so posebej pomembne čez refren pesmi, kot je menil Jonathan Keefe iz revije Slant Magazine. Pesem "You're Not Sorry" se začne s klavirjem, ki ga sredi pesmi nadomesti električna kitara s solom. Martens je verjel, da vokali Taylor Swift niso močnejši, ker je v solo točki električna kitara segala do preveč visokih tonov. Temu sledi procesija akordov, E♭m–C♭–G♭–D♭. Rob Sheffield iz revije Blender je opozoril, da ima besedilo pesmi "You're Not Sorry" preveč "mravljičastih feromonov".

## Kritike
Glasbeni kritiki so pesmi "You're Not Sorry" v glavnem dodelili pozitivne ocene. Rob Sheffield iz revije Blender je pesem "You're Not Sorry" sprejel negativno in uporabil besedo "slaba" za opisovanje pesmi. Rob Sheffield je dodal, da nas v pesmi, v primerjavi, "spominja na to, kakšno dobro delo opravlja s tem, da po navadi obdrži poskočen tempo." Jonathan Keefe iz revije Slant Magazine je verjel, da je pesem "You're Not Sorry" ena izmed pesmi z albuma Fearless, ki so razširile uspeh njenega prvega glasbenega albuma, Taylor Swift (2006), saj zelo izstopa. Craig Rosen iz revije The Hollywood Reporter je napisal, da je pesem "You're Not Sorry" hvalisava v zvezi s potencialom Taylor Swift. Nick Catucci je v članku iz revije New York, v katerem je navedeno, da "se je Taylor Swift hitro uveljavila kot ena izmed najuspešnejših country glasbenikov desetletja," napisal, da je sam določil lastno mnenje, ki temelji na pesmi. Nick Catucci je napisal: "In dejansko, mislim, da imamo nekoliko čarobnega prahu v očeh, med tem ko poslušamo pesem 'You're Not Sorry', ki ni pesem navadnih žensk, vendar resno delo primesne princese," hkrati pa je napisal tudi, da je v prejšnjem desetletju poslušal boljše pesmi. Scott Mervis iz revije The Pittsburgh Post-Gazette je pesem "You're Not Sorry" primerjal z "petjem a la Tori Amos".

## Dosežki
Ker pesem "You're Not Sorry" ni izšla kot singl, je tudi na radijih niso predvajali, čeprav se je uvrstila na veliko glasbenih lestvic in se zelo dobro prodajala. Pesem se je uvrstila na Billboardovo lestvico Hot Digital Songs Chart na drugo mesto in se ob koncu tedna 15. novembra 2008 uvrstila na lestvico Billboard Hot 100. Pesem "You're Not Sorry" je pristala na enajsetm mestu lestvice Billboard Hot 100 in tako postala najvišje uvrščen singl Taylor Swift vseh singlov, ki se niso uvrstili med prvih deset pesmi na tej lestvici. V naslednjem tednu je pesem pristala na petintridesetem mestu, nato pa se nekaj časa ni več pojavila na tej lestvici. Po izdaji remixa za serijo Na kraju zločina se je pesem ponovno uvrstila na lestvico Billboard Hot 100 na sedeminšestdeseto mesto lestvice. Pesem "You're Not Sorry" je ena izmed trinajstih pesmi iz albuma Fearless, ki so se uvrstile med prvih štirideset pesmi na lestvici Billboard Hot 100, s čimer je Taylor Swift podrla rekord za največ pesmi iz enega albuma, ki so se na lestvici uvrstile med prvih štirideset pesmi. Pesem "You're Not Sorry" je na lestvici Billboard Hot 100 ostala pet tednov. V Združenih državah Amerike je pesem "You're Not Sorry" dosegla enaindvajseto mesto na lestvici Pop 100 Chart. Pesem je prejela zlato certifikacijo s strani organizacije Recording Industry Association of America (RIAA) za 500.000 prodanih kopij. Pesem je pristala na enajstem mestu lestvice Canadian Hot 100.

## Nastopi v živo
Taylor Swift je s pesmijo "You're Not Sorry" nastopila na vseh koncertih svoje prve turneje Fearless Tour, ki je trajala od aprila 2009 do junija 2010. Med vsakim nastopom je Taylor Swift nastopila oblečena v črno oblekico s svetlečimi ornamenti okoli trebuha. Z nastopom je začela, ko je sedela na klopci in igrala na velik klavir. Čez pesem "You're Not Sorry" je Taylor Swift in zapela lastno verzijo pesmi Justina Timberlakea, "What Goes Around.../...Comes Around", med tem pa je sušila lase na klopi. V preostanku nastopa je pesem "What Goes Around.../...Comes Around" skombinirala s pesmijo "You're Not Sorry". Jon Pareles iz revije The New York Times je nastop označil za enega izmed najboljših nastopov koncerta 27. avgusta 2009 v Madison Square Garden v New Yorkju. Reed Fischer iz revije Miami New Times se je udeležil koncerta 7. marca 2010 v BankAtlantic Center v Sunriseu, Florida in o pesmi "What Goes Around.../...Comes Around" napisal: "Ta in še nekaj podaljšanih udarcev na bobne, naredijo pesem za eno izmed najbolj nepozabnih trenutkov noči."." Alice Fisher iz britanskega časopisa The Observer verjame, da nastop 7. maja 2009 v Shepherd's Bush Empire v Londonu, Anglija "spodkopava stil Taylor Swift, saj sede na stol in nerodno udari po pokrovu klavirja v eni izmed najbolj prepričljivih trenutkov strasti, kar sem jih kdaj videla od konca Footballers' Wives." Taylor Swift je s pesmijo nastopila tudi na ekskluzivnem nastopu, ki ga je vodil 95.8 Capital FM, podelitvi nagrad Academy of Country Music Awards leta 2009 in festivalu CMA Music Festival leta 2009.

## Seznam verzij
- U.S. Digital Download

1. "You're Not Sorry" (verzija z albuma) – 4:21

- Remix Digital Download

1. "You're Not Sorry" (remix za serijo Na kraju zločina) – 4:22

## Dosežki na lestvicah
| Lestvica (2008)        | Dosežek |
| ---------------------- | ------- |
| Canadian Hot 100       | 11      |
| U.S. Billboard Hot 100 | 11      |
| U.S. Pop 100           | 21      |